# تاكر أشفورد
تاكر أشفورد (بالإنجليزية: Tucker Ashford)‏ هو لاعب كرة قاعدة أمريكي، ولد في 4 ديسمبر 1954 في ممفيس في الولايات المتحدة.

## وصلات خارجية
- تاكر أشفورد على موقعبيزبول رفرنس.كوم (الدوري الرئيسي) (الإنجليزية)
- تاكر أشفورد على موقع مشجعي الرسوم البيانية (الإنجليزية)